# Sušíl Kumár
Sušíl Kumár Solanki (hindsky सुशील कुमार) nebo (anglicky Sushil Kumar), (* 26. května 1983 v Dillí, Indie) je indický zápasník volnostylař, dvojnásobný olympijský medalista z let 2008 a 2012. Začínal s tradičním indickým zápasem kušti v dillské achaře pod vedením Jašvira Singha. Olympijskému zápasu ve volném stylu se věnuje od 14 let pod vedením Satpala Singha. Poprvé na sebe upozornil již v dorosteneckém věku. V roce 2004 startoval na olympijských hrách v Athénách, ale prohrál oba zápasy ve skupině a do vyřazovacích bojů nepostoupil. V roce 2008 na olympijských hrách v Pekingu prohrál ve druhém kole s Ukrajincem Andrijem Stadnykem, ale v opravách chytil druhý dech a vybojoval teprve druhou olympijskou medaili v zápase pro mekku zápasení Indii. V roce 2010 vybojoval pro Indii první titul mistra světa v zápase. V roce 2012 sbírku olympijských medailí doplnil o stříbro z olympijských her v Londýně, když ve finále nestačil na Japonce Tacuhira Jonemicu.